# Асуа-де-Компостела
Асуа-де-Компостела (ісп. Azua de Compostela) — місто й муніципалітет у Домініканській Республіці.

## Географія
Місто розташовано у південно-західній частині країни, за 100 кілометрів на захід від столиці, Санто-Домінго. Є адміністративним центром провінції Асуа. Чисельність населення муніципалітету становить 93 289 особи (станом на 2008 рік), з яких у самому місті проживають 56 453 особи.

## Історія
Поселення було засновано іспанським конкістадором Дієго Веласкесом де Куельяром 1504 року. Таким чином місто є одним із перших європейських поселень на території Америки. 16 жовтня 1751 року місто було зруйновано в результаті сильного землетрусу, а потім було відбудовано на новому місці, за 8 кілометрів на північ. 1844 року Асуа-де-Компостела отримала статус міста.